# Nepenthes mindanaoensis
Nepenthes mindanaoensis este o specie de plante carnivore din genul Nepenthes, familia Nepenthaceae, ordinul Caryophyllales, descrisă de Sh. Kurata. Conform Catalogue of Life specia Nepenthes mindanaoensis nu are subspecii cunoscute.

## Galerie de imagini

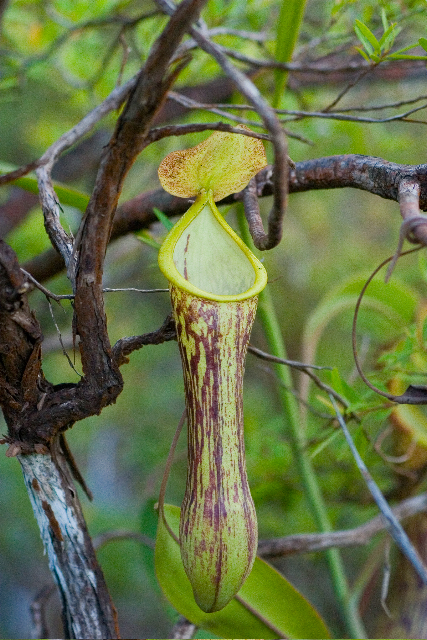
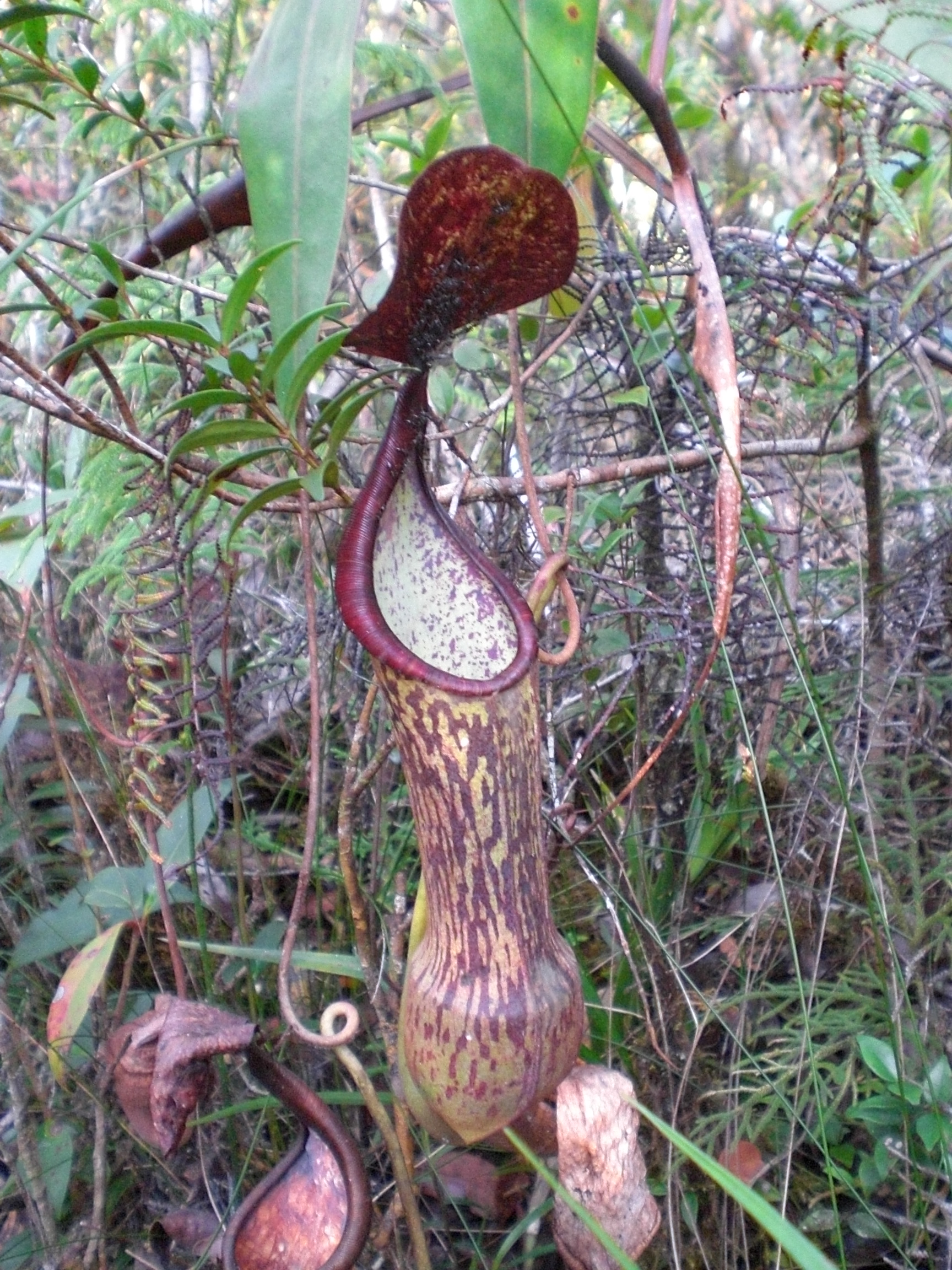
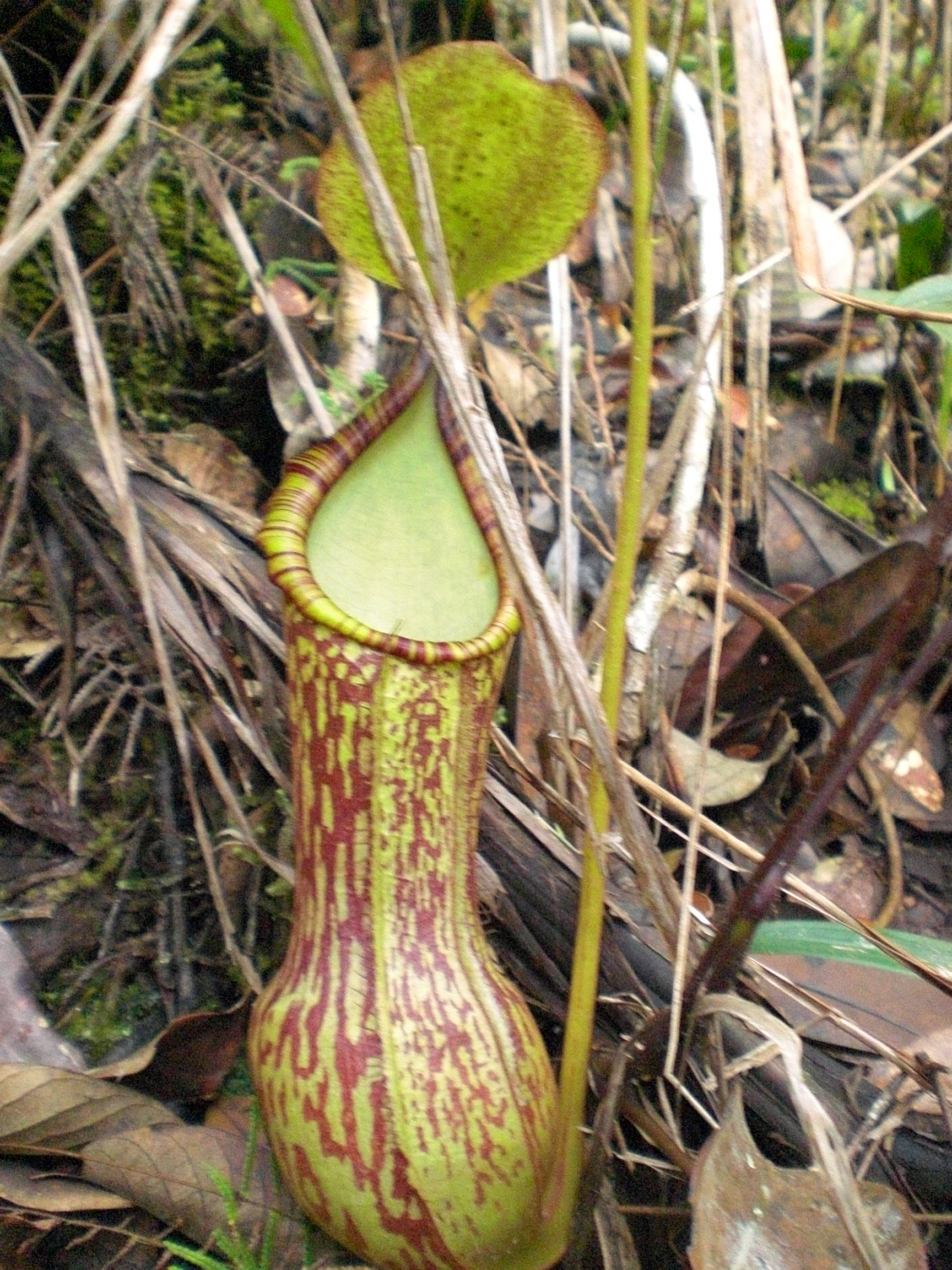